# Tzvi Avni
 Tzvi Avni (nome às vezes escrito Zvi, hebraico: צבי אבני , nascido Hermann Jakob Steinke 1927) é um compositor israelense.

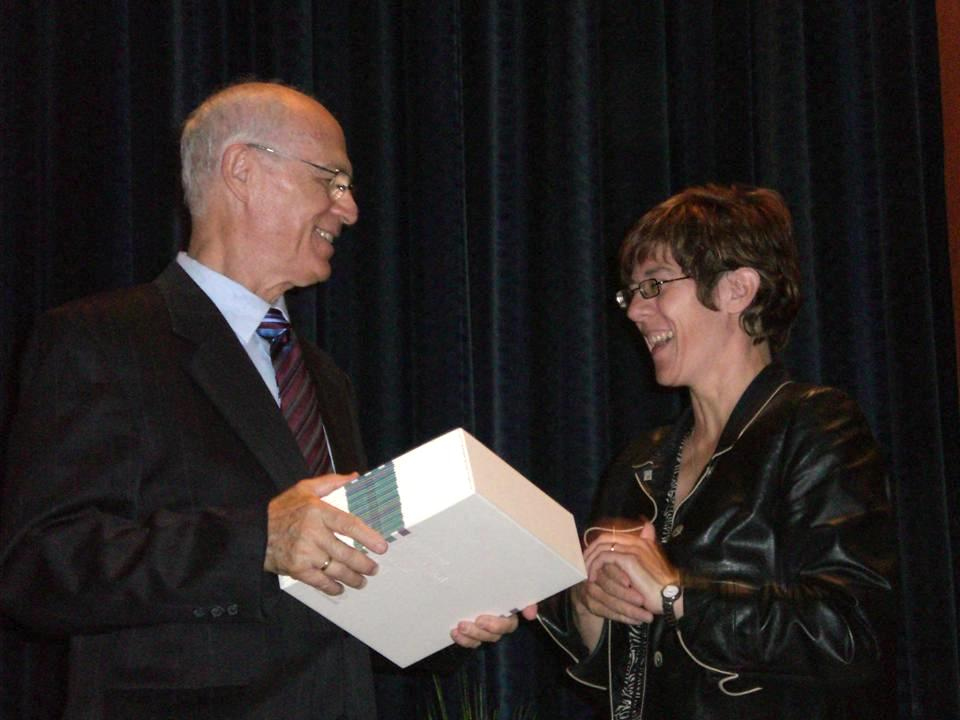
Tzvi Avni e Annegret Kramp-Karrenbauer.

## Biografia
Tzvi Avni nasceu em Saarbrücken, Alemanha, e emigrou para a Palestina na época do Mandato britânico quando criança. Estudou com Paul Ben-Haim.
Na recomendação do Edgar Varèse, ele se envolveu com o Columbia-Princeton Electronic Music Center, na década de 1960. Mais tarde, ele fundou um estúdio eletrônico na Academia de Música de Jerusalém, seguindo as orientações de seu mentor em Nova York, Vladimir Ussachevsky.

## Obras (lista parcial)
- 1961/69 Prayer (Oração), para cordas
- 1962 Summer Strings, (Cordas de verão), para quarteto de cordas
- 1964 Vocalise, música eletrônica
- 1967 Mizmorei Tehilim, para coro misto a cappella
- 1967 Collage (Colagem), para voz, percussão, flauta e fita magnética
- 1968 Five Pantomimes (Cinco Pantomimes), para conjunto de câmara
- 1969/75 By the Depth of a River (À profundidade dum rio), quatro lieder para mezzo-soprano e piano
- 1970 Holiday Metaphors (Metáforas de Dias santos), para orquestra sinfônica
- 1975 Two Psalms, (Dois salmos), para oboé e cordas ou quarteto de cordas
- 1979 Epitaph Sonata (Sonata de epitáfio), sonata para piano nº 2
- 1980 Programme Music 1980 (Música programática 1980), para orquestra sinfônica
- 1982 Love under a Different Sun (Amor sob um sol diferent), ciclo de lieder sobre textos de culturas primitivas para mezzo-soprano, flauta, violino e violoncelo
- 1985 Metamorphoses on a Bach Chorale (Metamorfoses sobre um coral do Bach), para orquestra sinfônica
- 1989 Deep Calleth unto Deep (Um abismo chama outro abismo), cantata para coro misto, soprano e orquestra ou órgão
- 2008 The Lord is my Shepherd (O Senhor é meu pastor), para coro misto a cappella

## Prêmios
Em 2001, o Avni foi agraciado com o Prêmio Israel, para sua música. Em 11 de setembro de 2012 o Avni foi feito cidadão honorário de Saarbrücken.